# Kūy-e Hejrat
Kūy-e Hejrat (persiska: کوی هجرت, Kahūrtak, کهورتک) är en ort i Iran.   Den ligger i provinsen Hormozgan, i den sydöstra delen av landet, 1 100 km sydost om huvudstaden Teheran. Kūy-e Hejrat ligger 265 meter över havet och antalet invånare är 356.
Terrängen runt Kūy-e Hejrat är platt åt sydväst, men åt nordost är den kuperad. Terrängen runt Kūy-e Hejrat sluttar västerut.Runt Kūy-e Hejrat är det glesbefolkat, med 8 invånare per kvadratkilometer. Närmaste större samhälle är Nezhdānlū, 16,0 km norr om Kūy-e Hejrat. Trakten runt Kūy-e Hejrat är ofruktbar med lite eller ingen växtlighet.